# Clive Betts
Clive James Charles Betts (ur. 13 stycznia 1950 w Sheffield) – brytyjski polityk Partii Pracy, deputowany Izby Gmin.

## Działalność polityczna
W okresie od 9 kwietnia 1992 do 12 kwietnia 2010 reprezentował okręg wyborczy Sheffield Attercliffe, a od 6 maja 2010 reprezentuje okręg wyborczy Sheffield South Eastw brytyjskiej Izbie Gmin.

## Życie prywatne
Jest wyoutuowanym gejem.